# Anna Maria Perez de Taglé
Anna Maria Francesca Enriquez Perez de Tagle (ur. 23 grudnia 1990 w San Francisco, Kalifornia) – amerykańska aktorka i modelka. 
Znana z roli Ashley w serialu Hannah Montana i Elli w filmie Camp Rock. Wystąpiła w teledysku Demi Lovato „Remember December”.

## Filmografia

### Filmy
- 2005
  - Sezon na słówka (Bee Season) jako Bee Season
- 2008
  - Camp Rock jako Ella
- 2009
  - Fame jako Joy
- 2010
  - Camp Rock 2: Wielki finał jako Ella
  - A Forgotten Innocence jako Alyssa
  - Bleachers jako Amber

### Seriale
- 2006
  - Cake jako Miracle Ross (2006)
  - Hannah Montana jako Ashley Dewitt (2006-2011)
- 2007
  - Just Jordan jako Veronica (2007)
- 2008
  - Opowieści z Kręciołkowa (Higglytown Heroes) głos Safety Patrol Member Hero (2008)
- 2010
  - Jonas w Los Angeles (Jonas L.A.) jako ona sama